# ハチジョウベニシダ
ハチジョウベニシダ（学名:Dryopteris caudipinna Nakai）はシダの一種。日本（茨城県以南）と韓国の一部に自生し、局所的に分布しまれである。常緑性で、葉は長さ50cm前後、幅20cm前後の2－3回羽状複葉。羽片は典型的なものでは強い鎌形になるが、ならないものもある。葉柄基部の鱗片は広披針形を呈する。胞膜は赤色。
ベニシダ類の中では珍しく、2倍体有性生殖種で、一胞子嚢中の胞子数は64個。
ベニシダ(学名:Dryopteris erythrsora)に極めてよく似ており、外見での区別は難しいが、一胞子嚢中の胞子数を計数することにより同定は可能。